# فتق ناف

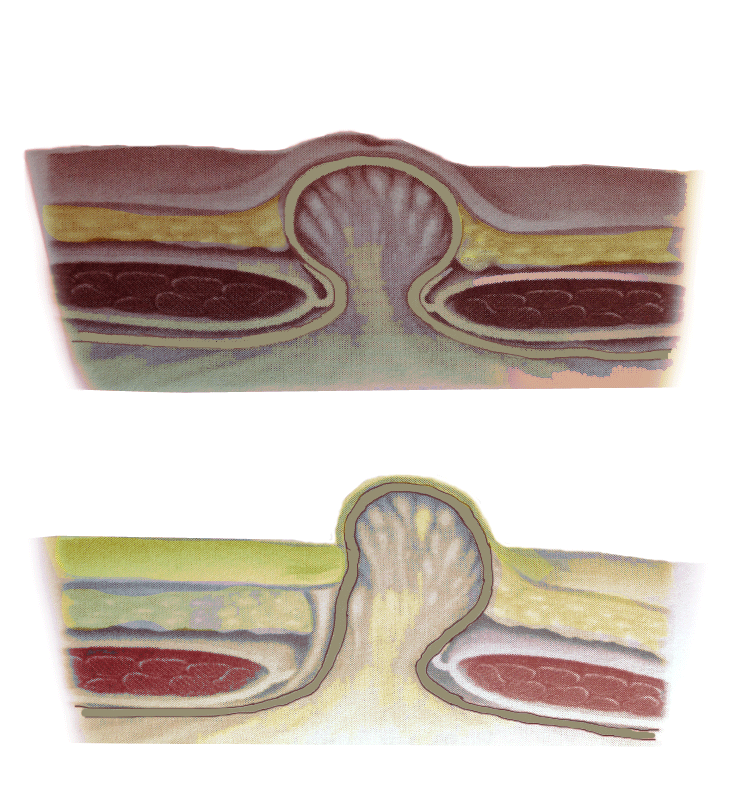
روند رشد فتق اکتسابی نافی.

فتق ناف (به انگلیسی: Umbilical hernia) شامل کیسه صفاق و محتویات آن می‌باشد که به دلیل نقص در دیواره داخلی شکم از حلقه نافی بیرون می‌زنند. هرنی نافی در کودکان ارثی بوده و در بزرگسالان اکتسابی می‌باشد.
- اگر بیرون زدگی شامل روده و محتویات آن باشد سبب انسداد روده خواهد شد.
- فتق نافی در خانم‌ها بیشتر گزارش شده و چاقی، بارداری‌های متعدد و تومورهای داخل شکمی از علل زمینه‌ساز آن می‌باشند.[۲]

## نشانه‌ها
ایجاد حالت غیرطبیعی، وجود درد و تورم در اطراف ناف، شایع‌ترین نشانه این عارضه می‌باشد. بگونه‌ای که با قرارگیری کودک به حالت نشسته، بازتابی جز گریه کردن ندارد.
- این نشانه‌ها در بزرگسالان به دلیل نقص در دیواره شکمی به‌وجود می‌آید و سرفه‌های پشت سر هم، به پیشبرد بیماری کمک می‌کند.[۳]

## ترمیم فتق نافی
با ایجاد برش قوسی جراحی در ناحیه اطراف ناف، بالا کشیدن کیسه فتق به سمت بالا و برش زدن آن به سمت فاسیا و پایین و برداشتن فلاپ انجام می‌گردد. سپس با نخ بخیه کرومیک و سیلک برش‌های قبلی ترمیم می‌شود.

## حالت مناسب
بهترین حالت پوزیشن خوابیده به پشت بر روی تخت جراحی می‌باشد.

## نگارخانه

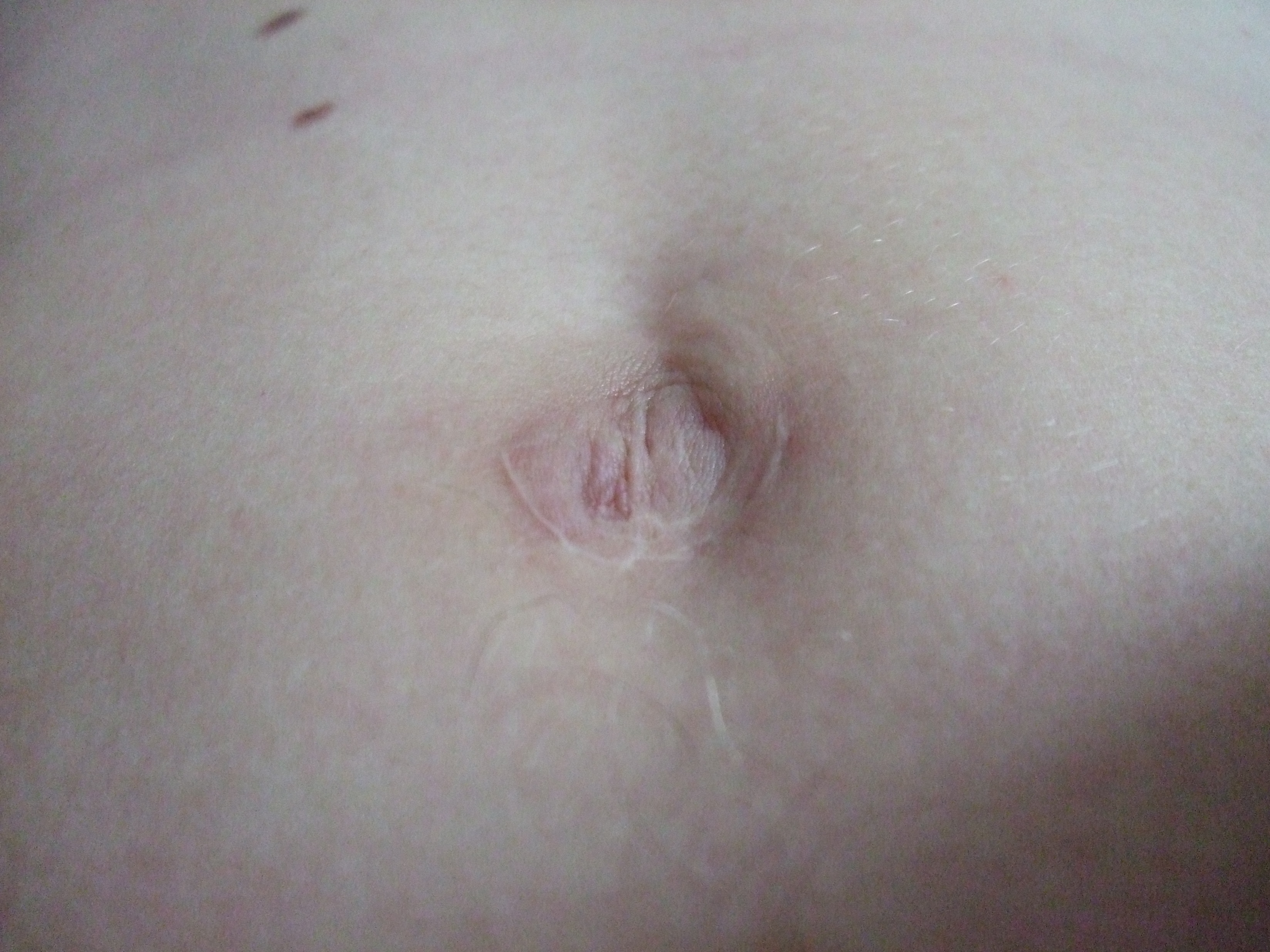
۱
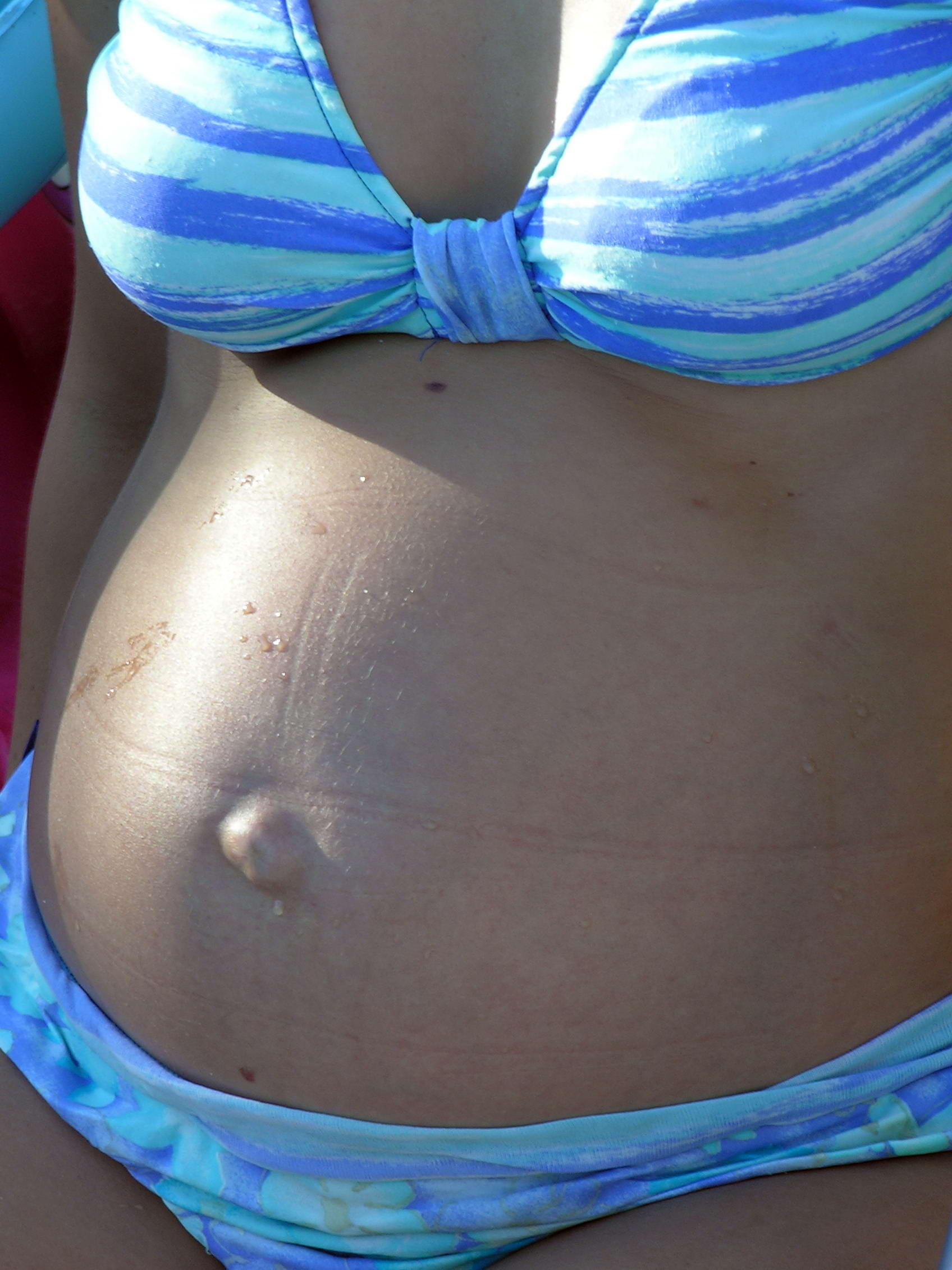
۲
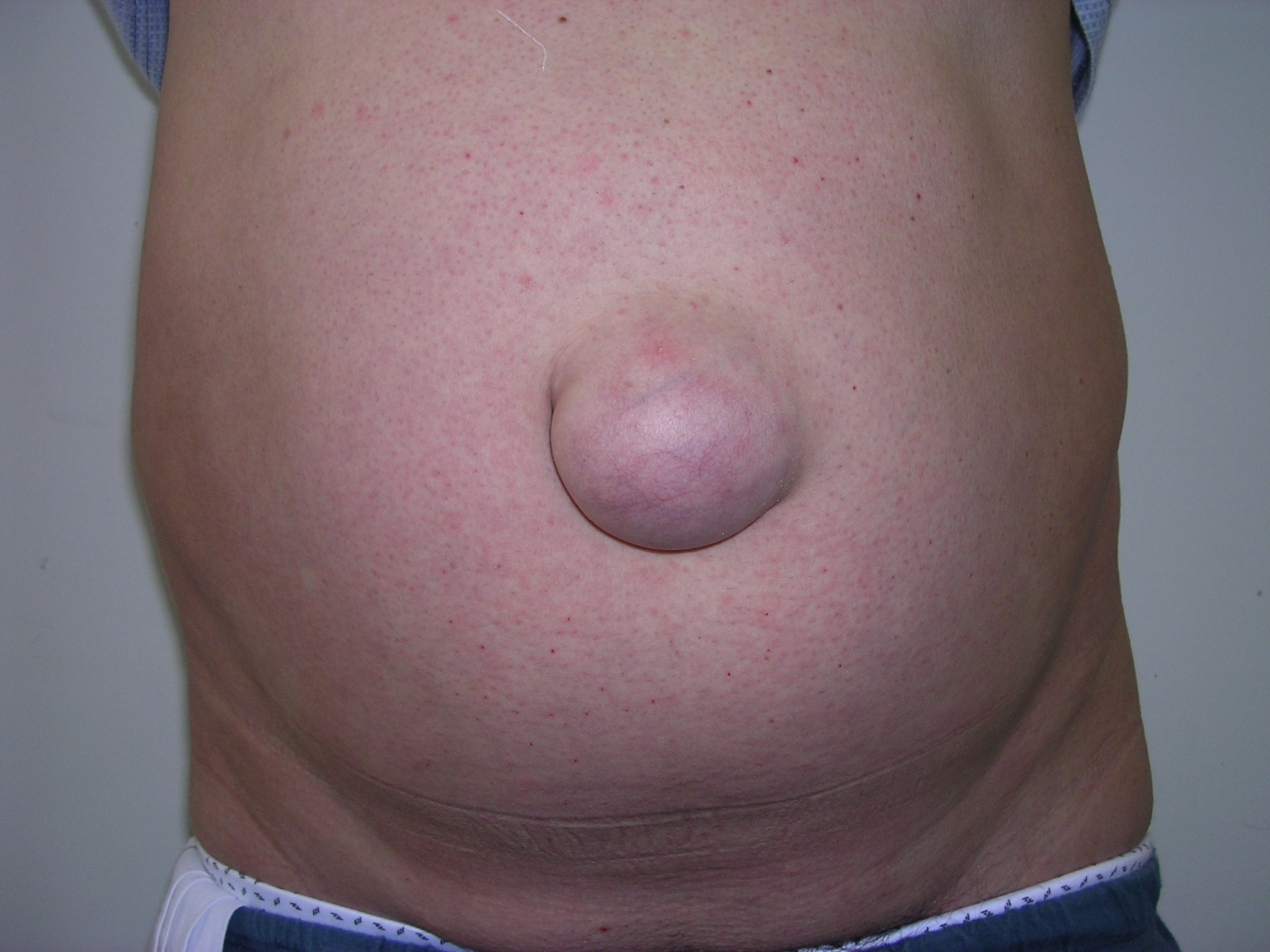
۳
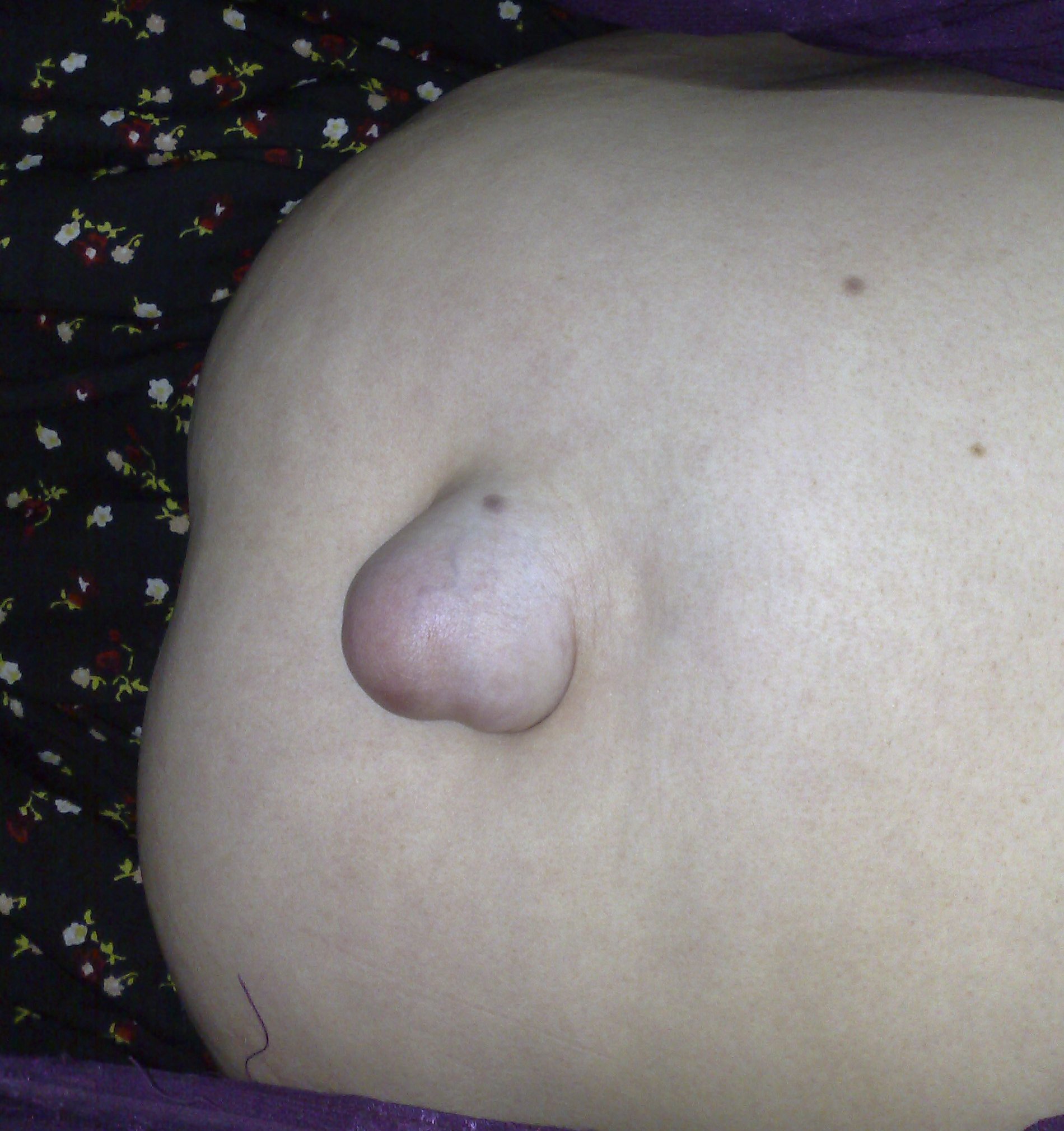
۴